# Hecamedoides infantinus
Hecamedoides infantinus är en tvåvingeart som först beskrevs av Becker 1924.  Hecamedoides infantinus ingår i släktet Hecamedoides och familjen vattenflugor. Inga underarter finns listade i Catalogue of Life.